# 해리슨 버트위슬
해리슨 버트위슬 경(Sir Harrison BIrtwistle CH, 1934년 7월 15일 ~ 2022년 4월 18일)은 종종 신화적인 주제에 기반한 그의 오페라로 가장 잘 알려진 현대 클래식 음악의 영국 작곡가이다.

## 개요
그의 많은 작품 중에서 그의 더 잘 알려진 작품으로 는 시간의 승리 (1972)와 오페라 오르페우스의 가면 (1986), 가웨인 (1991), 미노타우로스(2008) 등이 있다. 이 중 마지막 곡은 2019년 가디언지의 음악 평론가들에 의해 21세기 최고의 작품 3위로 선정되었다. 무대를 위해 쓰지 않은 그의 작품들도 종종 연극적 접근을 보였다. BBC의 더 프롬스 마지막 밤 동안 그의 색소폰 협주곡 Panic 의 공연은 "국가적 악명"을 일으켰다. 그는 많은 국제 상과 명예 학위를 받았다.

## 활동
버트위슬의 음악은 특정 학교나 운동에 속하는 것으로 분류되지 않다. 한동안 그는 버트위슬, Goehr 및 Davies를 언급하기 위해 Second Viennese School 과 평행을 이루는 문구인 Manchester School 에 속한 것으로 설명되었다. 버트위슬의 음악은 복잡하고 현대적 방식으로 명확하고 독특한 목소리로 작성되었으며 사운드는 "음의 뻔뻔함"으로 묘사된다.
그의 초기 작업은 때로 그가 영향력을 인정한 스트라빈스키와 메시앙을 연상시키며, 그의 사운드 블록을 병치하는 기술은 때때로 바레즈의 것과 비교된다. 젊은 시절 불레즈 ( Le Marteau sans maître )와 슈토크하우젠 ( Zeitmaße and Gruppen )의 작품을 듣는 것도 영감을 주었으며,  후자의 작곡가는 특히 그의 목관 5중주인 Refrains and Choruses (1957)에 영향을 미쳤다. 그의 초기 작품은 오스티나티를 자주 사용했고 종종 의식적인 느낌을 주었다. 이것들은 버트위슬의 작곡 스타일이 발전함에 따라 후반 수십 년 동안 영향력이 감소했다.
무대 액션을 포함하는 시각적 작품을 만들지 않을 때에도 버트위슬의 음악 출력은 구상 단계에서 종종 연극적이었다. 음악은 소나타 형식 과 같은 고전 형식의 논리와 규칙을 따르지 않고 오히려 드라마처럼 구성되어 있다. 더욱이 다양한 악기들이 극중 등장인물들의 역할을 거의 다 하고 있는 모습을 볼 수 있다. 이것은 Secret Theatre (1984)의 공연에서 특히 분명하다. 작품의 다양한 부분에 대해 많은 기악 연주자들이 독주자 자격으로 연주한다. 이를 위해 앙상블의 자리를 떠나 앙상블의 한쪽으로 따로 서서 그 역할이 더 이상 주어지지 않으면 그룹으로 돌아간다.